# Kingborough Council
Kingborough Council is een Local Government Area (LGA) in Australië in de staat Tasmanië. Kingborough Council telt 32.228 inwoners. De hoofdplaats is Kingston.